# Protomyzostomum polynephris
Protomyzostomum polynephris is een borstelworm uit de familie Protomyzostomidae. Het lichaam van de worm bestaat uit een kop, een cilindrisch, gesegmenteerd lichaam en een staartstukje. De kop bestaat uit een prostomium (gedeelte voor de mondopening) en een peristomium (gedeelte rond de mond) en draagt gepaarde aanhangsels (palpen, antennen en cirri).
Protomyzostomum polynephris werd in 1912 voor het eerst wetenschappelijk beschreven door Fedotov.